# Бакаффа
Бакаффа — негус Ефіопії з Соломонової династії, син імператора Іясу I та брат імператорів Текле Гайманота I й Девіта III.

## Життєпис
Провів дитинство в ув'язненні на горі Вегні, але був звільнений в останні роки правління імператора Йостоса. Після цього він жив разом оромо. Після визволення йому відрізали частину носа, щоб прибрати конкурента на престол. Попри це, після смерті його брата Девіта III його було обрано спадкоємцем престолу всупереч бажанням деяких представників місцевої знаті.
Його правління відзначилось кількома війнами. Він намагався збільшити вплив центральної влади та притискав права феодалів.
Більшу частину періоду свого правління негус витратив на подорожі володіннями у масці. Він робив це з метою виявлення негараздів та пошуку їхнього вирішення. Такі дії давно вже стали частиною ефіопського фольклору. Під час однієї з таких подорожей він познайомився зі своєю дружиною Ментеваб, задля якої створював цілі шедеври у столиці.
Бакаффа збудував кілька нових будівель у столиці — місті Гондер. Йому приписують будівництво величезної бенкетної зали з північної сторони Фасіл-Геббі. Поруч із залою розташований замок Ментеваб, який, імовірно, був зведений його сином Іясу II, але напевне до того як імператриця залишила країну 1750 року.